# 28. februar
28. februar er dag 59 i året, i den gregorianske kalender. Der er 306 dage tilbage af året (307 i skudår).
Dagens navn er Øllegård.

### Begivenheder
Født - Dødsfald
- 1854 - Det republikanske parti i USA stiftes.
- 1878 - Bland bill vedtages i USA i et forsøg på at hæve sølvets værdi.
- 1910 - 200-årsdagen for slaget ved Helsingborg bliver fejret i Sverige med Stenbockfester.
- 1922 - Storbritannien opgiver herredømmet over Egypten, der bliver selvstændigt kongedømme.
- 1948 - De britiske tropper forlader Indien.
- 1986 - Sveriges statsminister Olof Palme myrdes på åben gade i Stockholm.
- 2003 - Rolandas Paksas afløser Valdas Adamkus som præsident i Litauen
- 2013 - Pave Benedikt 16. abdicerer som pave som den første pave siden Gergor 12.[1]

### Født
- 1533 - Michel de Montaigne, fransk renæssancehumanist (død 1592).
- 1683 - René Antoine Ferchault de Réaumur, fransk videnskabsmand. (død 1757).
- 1833 - Alfred von Schlieffen, preussisk feltmarskal (død 1913).
- 1877 - Peder Møller, dansk violinist (død 1940).
- 1878 - Artur Kapp, estisk komponist (død 1952).
- 1901 - Linus Pauling, amerikansk kemiker og modtager af Nobelprisen i kemi samt Nobels fredspris (død 1994).
- 1903 - Vincente Minnelli, amerikansk filminstruktør (død 1986).
- 1906 - Benjamin "Bugsy" Siegel, amerikansk gangster og casinoejer (død 1947)
- 1911 - Otakar Vávra, tjekkisk filminstruktør (død 2011).
- 1912 - Prins Bertil af Sverige, (død 1997).
- 1916 - Svend Asmussen, dansk violinist (død 2017).
- 1923 - Charles Durning, amerikansk skuespiller (død 2012).
- 1930 - Kjeld Ejler, direktør for Landbrugsraadet (død 2024).
- 1929 - Frank Gehry, amerikansk arkitekt.
- 1935 - Mogens Vemmer, tidligere dansk chef for DR's børne- og ungdomsafdeling (død 2020).
- 1939 - Lisbeth Petersen, færøsk politiker og folketingsmedlem (død 2024).
- 1940 - Jørgen Flindt Pedersen, dansk journalist, tidligere chefredaktør (død 2021).
- 1940 - Mario Andretti, amerikansk racerkører.
- 1942 - Brian Jones, engelsk guitarist i The Rolling Stones (død 1969).
- 1942 - Dino Zoff, italiensk fodboldspiller og -træner.
- 1943 - Iben Melbye (sv), dansk forfatter (død 2021[2]).
- 1944 - Sepp Maier, tysk fodboldspiller.
- 1945 - Bjarne Lisby, dansk musiker og entertainer.
- 1946 - Pierre Dørge, dansk musiker og komponist.
- 1946 - Robin Cook, britisk politiker og udenrigsminister (død 2005).
- 1948 - Birgitte Andersen, dansk dommer.
- 1962 - Caroline Henderson, dansk sangerinde
- 1963 - Claudio Chiappucci, italiensk cykelrytter.
- 1966 - Philip Reeve, engelsk forfatter.
- 1973 - Niels Nørløv Hansen, dansk filminstruktør.
- 1977 - Mirza Dzomba, kroatisk håndboldspiller.
- 1980 - Christian Poulsen, dansk fodboldspiller.
- 1985 - Jelena Jankovic, serbisk tennisspiller.

### Dødsfald
- 1648 - Christian 4., dansk-norsk konge (født 1577).
- 1908 - Pat Garrett, amerikansk sherif (født 1850).
- 1916 - Henry James, amerikansk forfatter (født 1843).
- 1941 - Alfons 13., spansk konge (født 1886).
- 1986 - Olof Palme, svensk statsminister (født 1927) - myrdet.
- 2012 - Jaime Graça, portugisisk fodboldspiller (født 1942).
- 2016 - George Kennedy, amerikansk filmskuespiller (født 1925).
- 2020 - Benito Scocozza, dansk historiker (født 1935).